# Plasticoltura

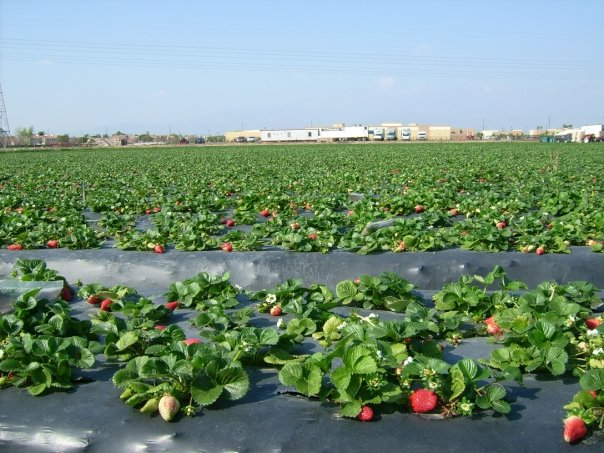
Telo pacciamante in plastica utilizzato per la coltivazione delle fragole

Con il termine plasticocoltura si fa riferimento alla pratica di utilizzare materie plastiche nelle applicazioni agricole . Gli stessi materiali plastici sono spesso e ampiamente indicati come "plastiche ag". Le materie plastiche Plasticulture ag includono film per fumigazione del suolo, nastro / tubo gocciolante per irrigazione, cavo per imballaggio di piante in plastica, vasi da vivaio e balle, ma il termine è più spesso usato per descrivere tutti i tipi di coperture per piante / terreno in plastica. Tali coperture vanno dai teli di pacciamatura in plastica, alle coperture dei filari, ai tunnel alti e bassi (polytunnel), alle serre in plastica .
Si prevede che la plastica utilizzata in agricoltura comprenderà 6,7 milioni di tonnellate di plastica nel 2019, ovvero il 2% della produzione globale di plastica. La plastica utilizzata in agricoltura è difficile da riciclare a causa della contaminazione da parte dei prodotti chimici agricoli. Inoltre, la degradazione della plastica in microplastiche è dannosa per il suolo, per i microrganismi e per gli organismi benefici come i lombrichi. Non è ancora chiaro se ci siano impatti negativi sugli esseri umani che consumano cibo coltivato in plastica. A causa di questi impatti, i governi di alcuni paesi, come l’Unione Europea (nell’ambito del Piano d’azione per l’economia circolare), stanno iniziando a regolamentarne questo tipo di applicazioni.

## Tipi di plastiche e applicazioni

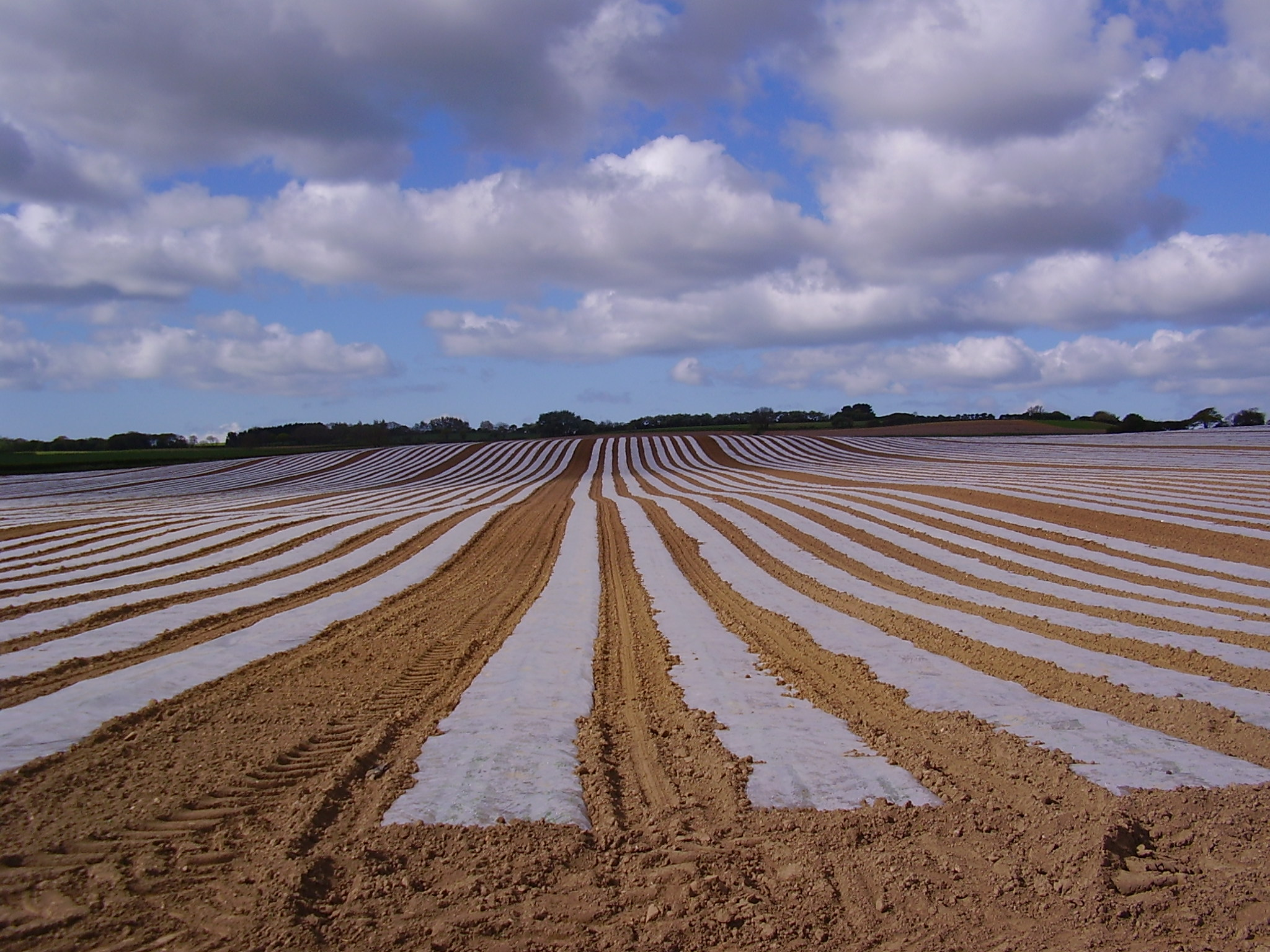
Pacciame di plastica in un campo vicino a Merstone, Isola di Wight, Regno Unito

Il polietilene (PE), sia nella sua versione a bassa densità (LDPE) che in quella lineare a bassa densità (LLDPE), è il film plastico utilizzato dalla maggior parte dei coltivatori per la sua convenienza, flessibilità e facilità di produzione. Il PE può essere modificato addizionando alla plastica additivi che le conferiscono proprietà benefiche per la crescita delle piante, come ad esempio ridotta perdita d'acqua, stabilizzazione UV per raffreddare il terreno e prevenire gli insetti, eliminazione delle radiazioni fotosinteticamente attive per prevenire la crescita delle erbe infestanti, opacità IR, antigoccia/antiappannamento e fluorescenza.
Il polipropilene (PP) viene spesso utilizzato per il la produzione di corde impiegate in agricoltura.

## Storia
Il primo utilizzo della pellicola di plastica in agricoltura è stato nel tentativo di realizzare una versione più economica di una serra. Nel 1948 il professor EM Emmert costruì la prima serra in plastica, una struttura in legno ricoperta da una pellicola di acetato di cellulosa. Successivamente fu sostituita con una pellicola di polietilene, più efficace. L'uso dei teli in plastica in agricoltura iniziò ad essere utilizzata su scala più ampia in tutto il mondo all’inizio degli anni ’50 per sostituire la carta per la pacciamatura.
Nel 1999 quasi 30 milioni di acri in tutto il mondo erano coperti da pacciame di plastica. La maggior crescita dell'uso della plastica in agricoltura si è verificata in aree economicamente povere del mondo e in regioni desertiche precedentemente improduttive, come Almeria, nel sud della Spagna.
Le maggiori concentrazioni di serre nel mondo si trovano principalmente in due aree, con l'80% in tutto l'Estremo Oriente (Cina, Giappone, Corea), e il 15% nel bacino del Mediterraneo. L'area coperta dalle serre continua ad aumentare a un ritmo sostenuto; si stima che negli ultimi dieci anni sia cresciuta del 20% ogni anno. In aree come il Medio Oriente e l’Africa l’uso di serre di plastica sta crescendo del 15-20% all’anno, mentre in aree più sviluppate ed economicamente stabili come l’Europa la crescita è più debole.. La Cina guida la crescita mondiale con un tasso del 30% annuo, che si traduce in un volume di film plastico che raggiunge 1.000.000 di t/anno. Nel 2006 l'80% della superficie coperta dalla pacciamatura plastica si trova in Cina dove ha un tasso di crescita del 25% annuo; il più alto del mondo.

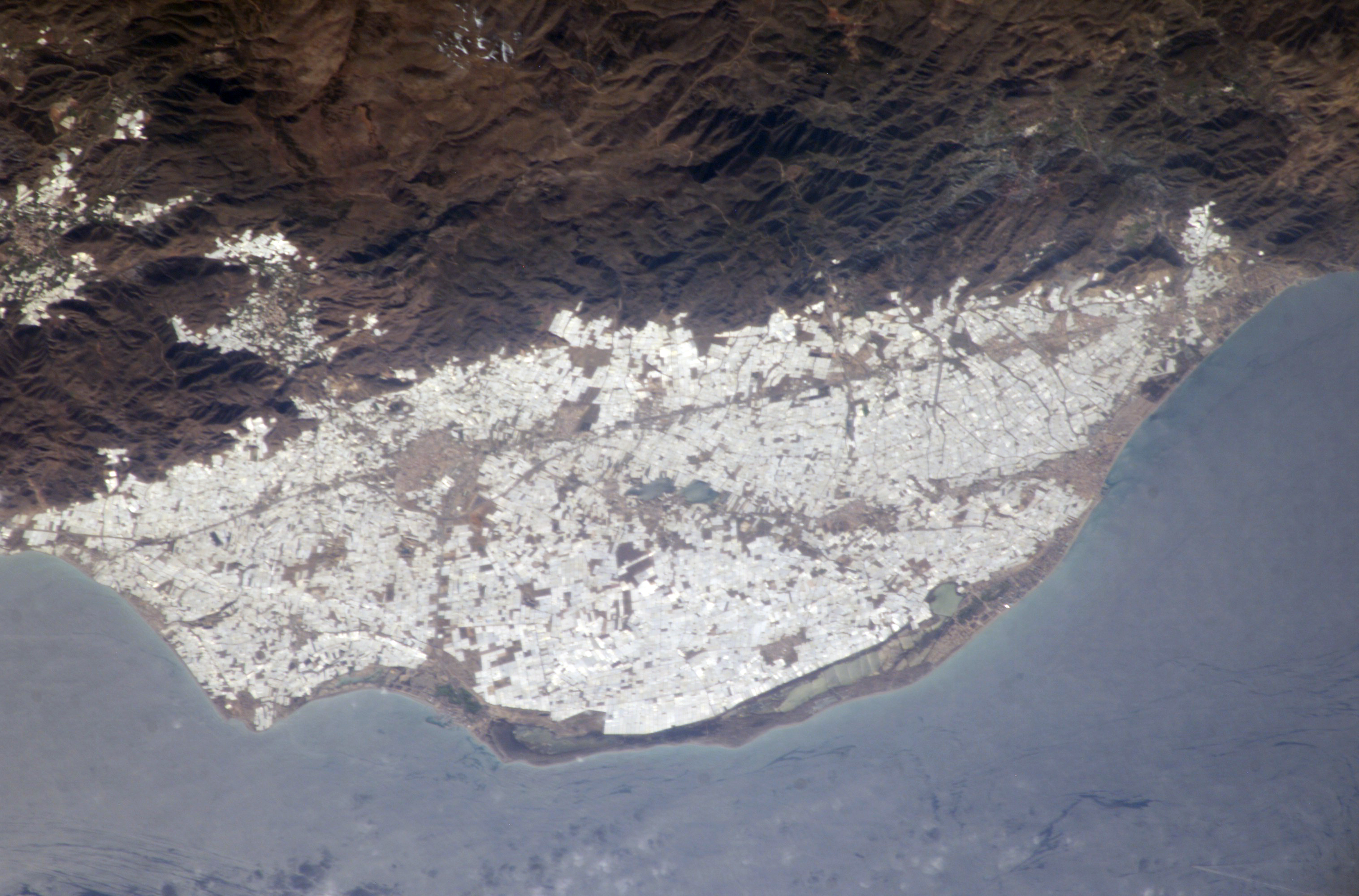
Il “mare di plastica” che copre 20.000 ha del Campo de Dalías intorno a El Ejido e Roquetas de Mar nel sud della Spagna

Nell'area intorno ad Almería, nel sud della Spagna si trova un'immensa estensione di terreno agricolo coperto di plastica.
Ad esempio, a circa 20 km a sud-ovest di Almería, si trova il Campo de Dalías, un promontorio basso, quasi interamente ricoperto di plastica (un’area stimata di 20.000 ettari).

## Aspetti ambientali
Il principale rischio ambientale di questa tecnica agricola è l'inquinamento del suolo.
Un'altra fonte di preoccupazione ambientale è lo smaltimento della plastica agricola che è difficile perché il pacciame è spesso bagnato o sporco
Inoltre, il pacciame sottile si degrada rapidamente e può essere impossibile raccoglierlo per il riciclaggio una volta degradato.